# Laura Ballarín Cereza
Laura Ballarín Cereza, née le 19 juillet 1984 à Barcelone, est députée européenne représentant l'Espagne depuis le 6 septembre 2023 en remplacement d'Adriana Maldonado López.

## Biographie
Diplômée en sciences politiques et administration de l'Université Pompeu-Fabra, elle a également suivi des études, entre autres, à l'Université autonome de Barcelone, où elle obtient une maîtrise en gestion politique. Elle travaillée à l'Université Pompeu Fabra, puis est employée au secrétariat de la politique internationale et de la coopération du Parti socialiste ouvrier espagnol. De 2012 à 2019, elle est conseillère au Parlement européen. Par la suite, elle occupe le poste de directrice du cabinet du président du groupe de l'Alliance progressiste des socialistes et démocrates au Parlement européen. Elle est également devenue secrétaire aux affaires de politique européenne et internationale au sein de la structure du Parti des socialistes de Catalogne.
Le 6 septembre 2023, elle devient députée européenne de la IXe législature en remplacement d'Adriana Maldonado López.